# Банатски златовез
Банатски златовез представља технику украшавања текстила златном жицом. Претпоставља се да су златовез на подручје Војводине донели Срби током сеоба крајем 17. и у првој половини 18. века.
Златовез у Банату достиже свој врхунац крајем 19. века. Рађен је на два начина:
- превођење златне нити преко картоном обликоване шаре (Срби)
- превођење златне нити преко памучне рељефне подлоге (Срби и Румуни)

Изводио се на домаћем памучном платну, свили, брокату или плишу. Као додатни украси срећу се шљокице, перле и разнобојни стаклићи. Срби су често комбиновали златну жицу са везом за који је коришћен бели памучни конац. Код Румуна се, поред златовеза, среће и црни или црвени памучни конац. Због скупоцености израде, украшене одевне предмете могли су имати само најбогатији. Иако је представљао део народног стваралаштва, због високе цене израде никада није заживео међу сеоским становништвом.
У употреби су биле две варијанте златног конца: танка пљосната метална жица златног конца, чију основу чини памучна нит омотана металном нити, и златна жица сложена у уже или шире цевчице. Обично се по лицу воде три до четири златне нити које се прихватају једном памучном нити.
У средњем Банату златовезом су украшавани најсвечанији делови народних ношњи, међу којима се по лепоти издвајају невестинска оглавља (капе златаре, џеге и тулбенти), јелеци, оплећци и кецеље, мушке кошуље и појасеви.
У Банату су се златовезом бавиле само веште везиље чувене као везиље златом. У Меленцима је било више златовезачких радионица од којих је најпознатија била радионица Кате Лончарски, познате као Ката Златарка. Израђивала је капе-златаре за већи део Баната, Бачке и Срема. У Уздину је почетком 20. века златовез израђивала Софија Вјан. У јужном Банату центри златовеза су били Сакуле и Мали Жам. У Великом Бечкереку су постојале уметничке радионице за израду златовеза, које су стварале препознатљив стил градске или високе везилачке уметности.

## Галерија
- Марама џега, крај 19. века, Зрењанин, Народни музеј Зрењанин
- Блуза, крај 19. века, Ечка, Народни музеј Зрењанин
- Џега, крај 19. века, Томашевац, Народни музеј Зрењанин
- Јелек, крај 19. века, Зрењанин, Народни музеј Зрењанин
- Капа златара, 1899, Зрењанин, Народни музеј Зрењанин
- Кецеља, крај 19. века, околина Зрењанина, Народни музеј Зрењанин
- Оплећак, почетак 20. века, околина Зрењанина, Народни музеј Зрењанин
- Кецеља, крај 19. века, средњи Банат, Народни музеј Зрењанин
- Џега, почетак 20. века, Зрењанин, Народни музеј Зрењанин
- Бекеш, крај 19. века, Ботош, Народни музеј Зрењанин